# Salvador Artigas
Salvador Artigas Sahún (* 23. Februar 1913 in Barcelona; † 6. September 1997 in Benidorm) war ein spanischer Fußballspieler und -trainer.

## Karriere
Artigas spielte in seiner Jugend für den FC Barcelona. Aufgrund des in Spanien ausbrechenden Bürgerkriegs emigrierte er 1938 nach Frankreich und spielte für Girondins Bordeaux. Nach einer Saison wechselte er zu Le Mans UC, wo er fünf Jahre blieb, bis er sich 1944 Stade Rennes anschloss. 1949 ging er wieder nach Spanien zum baskischen Klub Real Sociedad San Sebastián. Drei Jahre später wurde er Spielertrainer bei Stade Rennes.
Als er 1955 seine Spielerkarriere bei Rennes beendete, übernahm der Katalane auch gleich darauf für fünf Jahre den Trainerposten bei Real Sociedad San Sebastián. Zwischen 1960 und 1967 war Artigas Coach von Girondins Bordeaux. Dort wurde seine Mannschaft 1965 und 1966 immerhin zweimal Vizemeister hinter dem FC Nantes. Seine nächste Trainerstation, die einzige, bei der er mit dem Gewinn des spanischen Pokals einen Erfolg verbuchen konnte, war der FC Barcelona von 1967 bis 1969. In seiner ersten Saison bei Barcelona, 1967/68, gewann er mit dem Verein besagten Pokal und wurde spanischer Vizemeister. Auch in seiner zweiten Saison wurde er Zweiter in der Liga; im Europapokal der Pokalsieger 1968/69 scheiterte man im Finale mit 2:3 an ŠK Slovan Bratislava. In der darauffolgenden Saison resignierte Artigas bereits nach 5 Ligaspielen als Trainer des FC Barcelona. 1969 trainierte er die spanische Nationalmannschaft für 4 Länderspiele, in denen 2 Siege und 1 Unentschieden erzielt wurden. Später war er noch Coach des FC Elche, von Athletic Bilbao und des FC Sevilla.

## Erfolge
Trainer:
- Copa de S.E. El Generalísimo: 1968